# Збройовий барон (фільм)
«Збройови́й баро́н» (англ. Lord of War) — американський фільм-драма 2005 року режисера Ендрю Нікола з Ніколасом Кейджем у головній ролі. Випущено у прокат в США 16 вересня 2005 року. На DVD фільм вийшов 17 січня 2006 року, на Blu-ray — 27 липня 2006 року.
Кейдж грає напівлегального торговця зброєю, який, працюючи при негласному потуранні уряду США, поставляє озброєння різним повстанцям, диктаторам і терористам по всьому світу. Вважається, що прообразами його персонажа є відразу кілька ділків і злочинців: Саркіс Соганалян, Леонід Мінін, Семен Могилевич, Віктор Бут.
Фільм було офіційно схвалено Amnesty International, так як показував небезпеку торгівлі зброєю. Гасло фільму: «Головне правило торговця зброєю — не бути застреленим зі свого ж товару».

## Сюжет
Фільм про історію вихідця з колишнього СРСР, а саме з Одеси, який став одним з найбільших нелегальних торговців зброєю у світі. Батьки Юрія Орлова (Ніколас Кейдж) емігрували з України у США під виглядом єврейської родини і влаштувалися на Брайтон-Біч, де відкрили маленький ресторанчик «Кримський». Однак діти і не думали йти за слідом батьків. У ранніх 1980-х Юрій, ідучи в один ресторан, став свідком як один російський бандит застрелив двох невдалих убивць з автоматами Калашникова. Під враженням події, Юрій дійшов висновку, що найвигіднішою справою є торгівля зброєю, бо у світі, сповненому агресією, зброя ніколи не буде зайвою. Юрій почав постачати зброю (пістолети-кулемети «Узі») у місцеві злочинні угруповання. Згодом Юрій переконує свого молодшого брата Віталія (Джаред Лето) стати спільником у торгівлі зброєю та лишити сімейне діло в ресторані. Поступово бізнес розростався — великі збройові потоки направлялися до великих світових гарячих точок, і Юрій сподівається невдовзі стати таким же успішним «продавцем смерті», як його кумир Сімеон Вайс (Ієн Голм).
Перший великий прорив Юрія настав під час Ліванської війни 1982 року, коли він продав зброю усім сторонам конфлікту, незважаючи на те, що був свідком скоєних там військових злочинів і лиходійств. Оскільки Юрій ставав дедалі успішнішим у своїй галузі, він привернув увагу Інтерполу, зокрема ідеалістичного агента Джека Валентайна (Ітан Гоук). Коли Віталій Орлов став наркозалежним від кокаїну, чого вдалося уникнути Юрію, після того як колумбійський наркобарон розплатився цією речовиною за угоду замість грошей, старшому брату доводиться віддати молодшого на лікування від наркоманії та продовжити справу самотужки. Він заманив свою дитячу любов супермодель Ейву Фонтейн (Бріджит Мойнахан) до фальшивої фотосесії у прибережному маєтку, де вони закохалися і згодом одружилися. Надалі у подружжя народився син.
Звістку про розпад Радянського Союзу Юрій сприйняв з превеликою радістю, бо Холодна війна завершена, а разом із цим спала «залізна завіса» і він може відвідати свою батьківщину, де з'явився великий надлишок неконтрольованої зброї. Завдяки своєму дядьку, генерал-полковнику української армії, він налагодив масовий продаж пост-радянських автоматів Калашникова, танків, вертольотів Мі-24 та іншої зброї. Юрій розширив свою діяльність до Африки і розпочав ділові відносини з Андре Батістом-старшим (Імонн Вокер), безжальним диктатором, що вів нескінченну громадянську війну в Ліберії. Під час чергового вояжу в Африку вантажний літак зі зброєю та Юрієм на борту  перехоплюється агентом Валентайном і здійснює вимушену посадку. Юрій уникає арешту, посадивши літак у віддаленій місцевості і швидко роздавши незаконний вантаж місцевим жителям. Не в змозі схопити Юрія з доказами, Валентайн звертається до Єви і розповідає їй правду про її чоловіка, спонукаючи її змусити Юрія зупинити своє лихе діло, чого вона і домоглася.
Утім, коли здалося, що порядне життя Юрія нормалізувалося, йому запропонував зисковну ділову пропозицію ліберійський тиран, від якої Юрій не зміг відмовитись. Він знов переконує свого брата, який теж вже встиг привести своє життя до ладу, повернутися до їхньої спільної справи. 2001 року брати Орлови приїхали для здійснення продажу у Сьєрра-Леоне, де місцеві бойовики, що об'єдналася з Батістом, явно готувалися знищити табір біженців. Співчуваючи біженцям, Віталій благає Юрія відмовитися від угоди, але Юрій не погоджується, стверджуючи, що якщо вони так вчинять, їх також уб'ють, а біженцям в будь-якому випадку не минути своєї участі. Неспроможний прийняти це, Віталій переступає через волю брата, краде пару гранат і знищує одну з вантажівок зі зброєю та заразом Батіста-молодшого (Саммі Ротібі). Одразу ж терористи розстрілюють Віталія, не давши йому підірвати другу вантажівку. Замовник зрізав платню кривавими алмазами удвоє, але знедолений Юрій нічого не прийняв.
Удома Ейва виявляє схованку Юрія з його озброєнням і йде зі своїм сином від нього, а батьки Юрія відмовляються від старшого сина, дізнавшись про обставини смерті Віталія. Юрій намагався повернути тіло Віталія з підробленим свідоцтвом про смерть, але в летовищі Нью-Йорку митниця США знайшла кулю під ребром Віталія, тож Юрія заарештували. У кімнаті для допитів Валентайн висуває Юрію звинувачення і повідомляє йому, що його ув'язнять щонайменше на два довічні строки. Юрій цього не страшився, бо пізнав всю глибину болю, та у відповідь він правильно напророчив, що його буде звільнено одним з начальників Валентайна, як «необхідне зло», яке роздає зброю, щоб великі уряди могли заперечувати свою причетність до воєн. Вийшовши на волю, Юрій продовжує справу «збройового барона».
У заключному постскриптумі називаються п'ять найбільших світових експортерів зброї — США, Велика Британія, Росія, Франція та Китай — усі вони є постійними членами Ради Безпеки ООН.

## У ролях
- Ніколас Кейдж — Юрій Орлов (частково заснований за подобою Віктора Бута)
- Ітан Гоук — Джек Валентайн (заснований за подобою Лі Скотта Волоськи)
- Джаред Лето — Віталій Орлов
- Бріджет Мойнеген — Ейва Фонтейн
- Імонн Вокер — Андре Батіст-старший (заснований за подобою Чарлза Тейлора, 22-го Президента Ліберії)
- Ієн Голм — Сімеон Вайс
- Таніт Фенікс — Кенді
- Дональд Сазерленд — полковник Олівер Саутін (заснований за подобою Олівера Норта)
- Вестон Коппола-Кейдж — Володимир
- Саммі Ротібі — Андре Батіст-молодший (заснований за подобою Чарльза МакАртера Еммануїла)
- Лазарев Євген Миколайович — генерал Дмитро Волков
- Кобус Маркс — Борис
- Лія Кебеде — Фейт (Faith), 1-ша дівчина в готелі
- Жасмин Саїс Берджесс — Ґлорія, 2-га дівчина в готелі

## Цікаві факти
- Жодне американське товариство не захотіло фінансувати проєкт, тому фільм фінансували і виробляли європейські товариства. Зйомки відбувались у ПАР, Чехії та Нью-Йорку.
- У фільмі використовуються не макети, а справжні бойові одиниці зброї. Знімальна група придбала 3000 бойових CZ SA Vz.58, які відіграли роль радянських автоматів Калашникова, бо вони були дешевші, ніж муляжі АК[7].
- Танки в картині справжні. Колись вони належали чеській армії, а тепер були призначені для продажу до Лівії. Кіношникам довелося про всяк випадок попередити НАТО, щоб там, зафіксувавши з супутників велике скупчення техніки, не вирішили, ніби почалася війна[8].